# Purgant
Purgant és aquella substància farmacològicament activa que provoca o afavoreix l'expulsió del contingut intestinal amb evacuacions líquides o semilíquides i abundants. Si l'acció és dèbil, rep el nom de laxant.
Trobem altres definicions més antigues de purgant: «Remei que serveix per a exonerar el ventre. Si purga suaument és un laxant; si ho fa amb violència, un dràstic».

## Classificació dels purgants

### Purgants d'acció fisicoquímica
Els que obstaculitzen la reabsorció de l'aigua i augmenten el contingut intestinal.

### Purgants d'acció lubrificant o emol·lient
Els que, com l'oli de parafina, actuen només per via mecànica i lubrifiquen la paret intestinal.

### Purgants d'acció mecànica
Els constituïts per una substància que, ingerida en estat sec, té la propietat d'augmentar notablement de volum quan és a la llum intestinal, i estimula el peristaltisme mecànicament.

### Purgants antraquinònics
Formats per derivats de l'antraquinona (àloe, fràngula, etc.), actuen excitant directament el peristaltisme. Poden provocar una congestió reflexa dels òrgans genitals femenins i induir l'avortament.

### Purgants dràstics
Purgant d'acció enèrgica.

### Purgants oliosos
Purgants constituïts per glicèrids dels àcids grassos; actuen per acció irritant de la mucosa intestinal, causada per l'alliberament dels àcids grassos en la llum de l'intestí.

### Purgants parasimpaticomimètics
Els que exciten la motilitat intestinal a través del sistema parasimpàtic (la prostigmina, per exemple).

### Purgants resinosos
Els formats per drogues resinoses, que exciten el peristaltisme.

### Purgants salins
Formats per sals de metalls alcalins i alcalinoterris, que actuen sobretot per via osmòtica i impedeix la reabsorció dels líquids a nivell de la llum intestinal.

### Purgants vegetals
Són aquells que s'obtenen a partir de drogues vegetals i actuen excitant directament o indirectament el peristaltisme.
Entre les plantes medicinals amb aquest efecte hi ha principalment la coloquinta, el cròton (com a purgant dràstic d'origen vegetal), el lloreret i el ruibarbre.